# Sibircevo
Sibircevo (in russo Сибирцево?) è un insediamento di tipo urbano dell'Estremo Oriente russo (Territorio del Litorale). Fa parte del distretto Černigovskij.
L'insediamento si trova a nord di Vladivostok, a 20 km dal centro amministrativo distrettuale di Černigovka. Passa dal villaggio la strada A370 «Ussuri».